# Dan Brubeck
Daniel Peter „Dan“ Brubeck (*  4. Mai 1955 in Oakland) ist ein amerikanischer Jazzmusiker (Schlagzeug).

## Leben und Wirken
Brubeck stammt aus einer musikalischen Familie; sein Vater ist die Jazz-Legende Dave Brubeck; seine Brüder sind die Musiker Darius, Chris und Matthew Brubeck. Als Kind und Jugendlicher erhielt er Schlagzeugunterricht. Er besuchte das Berklee College of Music, wo er bei Joe Morello und Alan Dawson studierte. Ab 1972 war er mit dem Vater, den älteren Brüdern und weiteren Musikern in Two Generations of Brubeck unterwegs (Brother, the Great Spirit Made Us All 1974), 1978 nur mit Vater und Brüdern im The New Brubeck Quartet (Live at Montreux).
Mit seiner Band The Dolphins spielte er drei Alben ein und war international auf Tournee. Auch tourte er mit dem Quartett seines Vaters, gehörte aber auch dem Darius Brubeck Ensemble an. Mit Andy LaVerne und seinem Bruder Chris trat er bereits 1972 im Brubeck LaVerne Trio auf; seit 1999 spielt er mit beiden Musikern im Brubeck Brothers Projekt. Auch leitet er sein eigenes Dan Brubeck Quartet, mit dem er auf dem Album Celebrating the Music and Lyrics of Dave and Iola Brubeck an die Werke seiner Eltern erinnerte.
Weiter begleitete er David Benoit, Gerry Mulligan sowie Paul Desmond und spielte mit The Band. Er ist auch auf Alben von Larry Coryell, Livingston Taylor, Michael Franks, Frederica von Stade (Across Your Dreams) und Roy Buchanan zu hören.

## Diskographische Hinweise
- Two Generations of Brubeck (Columbia Records 1973)
- Brubeck-Laverne Trio: See How It Feels (Blackhawk Records 1986)
- The Dolphins: Malayan Breeze (DMP 1990)
- Trio Brubeck (MusicMasters 1993, mit Dave und Chris Brubeck)
- The Dolphins: Digital Dolphins (B&W Music 1996)
- Dave Brubeck with Darius, Chris, Dan and Matthew Brubeck: In Their Own Sweet Way (1997)
- Celebrating the Music and Lyrics of Dave & Iola Brubeck: Live From The Cellar (Blue Forest 2015, mit Steve Kaldestad, Tony Foster, Adam Thomas)[1]